# Eremopterix hova
Eremopterix hova е вид птица от семейство Чучулигови (Alaudidae).

## Разпространение
Видът е разпространен в Мадагаскар.